# Recuerdos del futuro (libro de 1968)
Recuerdos del futuro (en alemán: Erinnerungen an die Zukunft) es un libro escrito en 1968 por el autor suizo Erich von Däniken (nacido en 1935).
Su hipótesis central es que la religión de varias civilizaciones antiguas les fue «revelada» por visitantes extraterrestres, quienes además de haber sido recibidos como «dioses» a su vez les habrían transmitido a aquellas algunos conocimientos tecnológicos. Los científicos, historiadores y académicos en general han rechazado las ideas de Erich von Däniken, alegando que algunas conclusiones a las que llega el autor están basadas en pruebas falsas y que por lo tanto la evidencia que presenta es pseudocientífica (algunas de las cuales se ha demostrado posteriormente que eran fraudulentas y/o fabricadas o habían sido enunciadas bajo premisas ilógicas).

## Contenido
Los tipos de «pruebas» o «evidencias» que Von Däniken cita pueden ser categorizadas de la siguiente manera:
- La existencia de ooparts (out-of-place artifacts: ‘artefactos fuera de lugar’), es decir que reflejarían un nivel de desarrollo tecnológico más avanzado del que se presume o supone que existía en los tiempos en los que fueron producidos o manufacturados. Von Däniken afirma que estos artefactos fueron producidos por visitantes extraterrestres o por seres humanos que habrían recibido de parte de aquellos el conocimiento suficiente al respecto. Él cita varios casos:
- Las pirámides de Egipto
- Las piedras megalíticas de Stonehenge (en la campiña inglesa).
- Los moais o las cabezas de piedra de la Isla de Pascua (Chile).
- El mapa medieval conocido como mapa de Piri Reis, el cual se supone que es de 1513 pero que aparentemente mostraría la costa meridional de América del Sur y la Península antártica.
- Las líneas de Nazca en el Perú, las que él supone fueron pistas de aterrizaje para naves espaciales.

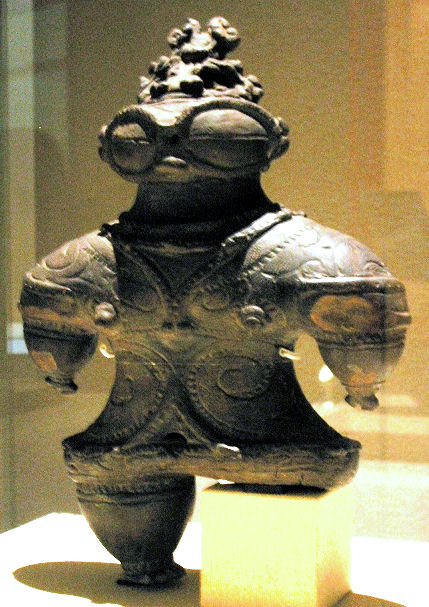
Estatua japonesa del período Jōmon tardío (1000-400 a. C.), que Erich von Däniken interpretó como un visitante alienígena.

Erich von Däniken interpreta algunas representaciones del arte antiguo a lo largo y ancho del mundo, como las descripciones pictóricas de «astronautas», vehículos aéreos y espaciales extraterrestres y tecnología compleja. También describe algunos elementos que considera «sospechosamente» similares en algunas culturas antiguas no relacionadas entre sí.

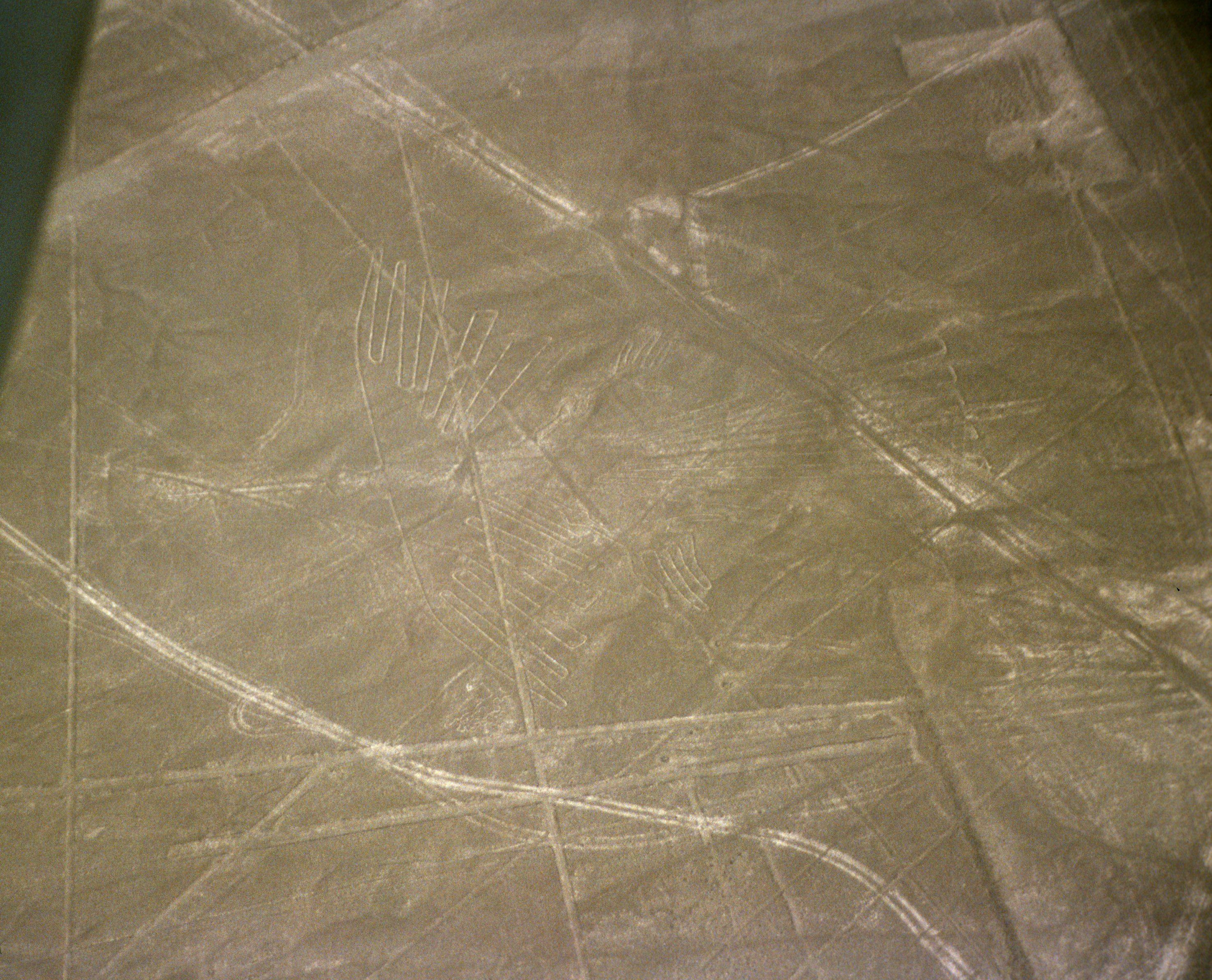
Fotografía de las líneas de Nazca en el Perú (creadas entre el 200 a. C. y el 700 d. C.) mostrando la figura de un colibrí y supuestas «pistas de aterrizaje» para hipotéticos visitantes extraterrestres.

Von Däniken también supone que el surgimiento de algunas religiones reveladas se debe al contacto con una raza extraterrestre, incluyendo algunas interpretaciones de la Biblia, en particular del Antiguo Testamento. Según Von Däniken, los seres humanos de aquel entonces habían naturalmente considerado la tecnología de los mencionados visitantes alienígenas como algo sobrenatural, y a ellos mismos como dioses. Se pregunta si las tradiciones orales y literales de la mayoría de las religiones contienen referencias a «visitantes de las estrellas» y a vehículos que les permitían viajar a través del aire como en el espacio exterior. Estas, dice él, deberían ser interpretadas como descripciones literales que han cambiado con el paso del tiempo y se han vuelto más oscuras (es decir, más difíciles de entender).
Algunos ejemplos de este tipo son los siguientes en particular:
- La revelación contenida en el Libro de Ezequiel del Antiguo Testamento, la que Von Däniken interpreta como la descripción detallada del aterrizaje de una nave espacial en la que los ángeles allí mencionados habrían sido extraterrestres de forma humanoide.
- Las instrucciones que le dio «Dios» a Moisés para construir el Arca de la Alianza, el cual Von Däniken supone que se trató de una suerte de dispositivo para comunicarse con una supuesta raza alienígena.
- Las órdenes dadas por «ángeles» al patriarca Lot y su extendida familia para dirigirse a las montañas, debido a la destrucción de las ciudades de Sodoma y Gomorra por parte de Dios. Según su interpretación particular, su esposa se habría volteado hacia atrás para mirar la explosión nuclear y habría caído muerta en ese mismo lugar.

Asimismo, Von Däniken intenta trazar una analogía con los denominados sectas cargo (cargo cults) que surgieron durante la Segunda Guerra Mundial y se prolongaron después de la finalización de la misma. En ellos, algunas tribus aisladas de Papúa Nueva Guinea asumieron que los pilotos estadounidenses que descendían de sus aviones de carga eran dioses que venían de los cielos.

## Recepción y respuesta
Los científicos, historiadores y académicos en general han rechazado las ideas de Erich von Däniken, alegando que algunas conclusiones a las que llega el autor están basadas en pruebas falsas y que por lo tanto la evidencia que presenta es pseudocientífica (algunas de las cuales se ha demostrado posteriormente que eran fraudulentas y/o fabricadas o habían sido enunciadas bajo premisas ilógicas).
En 1972 apareció un éxito editorial internacional similar, escrito por el doctor Clifford Wilson y titulado Crash go the chariots (algo así como ‘los carros [de los dioses] se estrellan’). Por su parte, en 1976 el autor Ronald Story publicó un libro llamado The space gods revealed (‘Los dioses del espacio revelados’), en el que refutó ―casi página por página― las ideas de Von Däniken.
Un artículo aparecido en 2004 en la prestigiosa revista estadounidense Skeptic firma que Von Däniken plagió varios de los conceptos de su libro de la obra El retorno de los brujos, y que este último libro a su vez estuvo muy influenciado por los «mitos de Cthulhu» (creados por el escritor estadounidense H. P. Lovecraft), además de que el núcleo de la hipótesis sobre los «astronautas antiguos» se origina en dos cuentos de Lovecraft, titulados La llamada de Cthulhu y En las montañas de la locura respectivamente.

El Pilar de hierro de Delhi, erigido por Chandragupta el Grande (quien reinó entre el 375 y el 415 d. C.), el cual Von Däniken afirmaba que no se corroía ni oxidaba (pero paulatinamente lo hace).

Uno de los artefactos ofrecidos en el libro como prueba o evidencia fue desacreditado desde hace muchos años por el mismo Von Däniken. Recuerdos del futuro aseveraba que el pilar de hierro de Delhi (en la India) era inmune a la corrosión, lo que revelaba una supuesta influencia extraterrestre. Pero en una entrevista concedida a la revista Playboy en 1974, el mismo von Däniken admitió que el pilar había sido construido por seres humanos y en lo que se refería al apoyo de sus hipótesis, «podemos olvidarnos acerca de este asunto del hierro».
Sin embargo, ni esta ni ninguna otra evidencia desacreditada han sido eliminadas de las siguientes reimpresiones de su libro.

### El libro de Blumrich
Un libro que suele citarse en apoyo a las teorías de Von Däniken es Las naves espaciales de Ezequiel (The spaceships of Ezekiel) de Josef F. Blumrich (17 de marzo de 1913 – 10 de febrero de 2002), exingeniero de la NASA, quien se basó en una traducción errónea de la Biblia.
Por ejemplo, Blumrich creía que las patas [de la nave espacial] eran redondas, pero en hebreo el texto bíblico dice que sus patas eran ‘como la huella de la pata de un becerro’.

## Adaptaciones
En 1970, tan solo dos años después de haber sido originalmente publicado, el libro ya fue llevado al formato de cine en la entonces Alemania Occidental, producido por Sun International, así como también fue adaptado en el documental para televisión In search of ancient astronauts (‘En búsqueda de los astronautas antiguos’). En la actualidad, Paradox Entertainment posee los derechos fílmicos del libro.

## En los medios y la cultura popular
Desde 2009, el canal de televisión por cable History emite una serie de televisión titulada Ancient Aliens, el cual exploraba la plausibilidad de las ideas esbozadas por Von Däniken.
En la primera semana de agosto de 2010 la serie de programas fue transmitida en América Latina con el nombre de Alienígenas ancestrales.
El libro también sirvió de inspiración para la serie de televisión Battlestar Galactica (de 1978), la serie de televisión de corta vida The Phoenix (de 1982), la película Stargate su posterior adaptación televisiva (Stargate SG-1), la serie del videojuego Halo y algunos elementos del filme Alien vs. Predator donde los depredadores vinieron a la Tierra a enseñarles a los humanos cómo realizar construcciones. La edición definitiva en DVD de Stargate contiene una entrevista con Erich von Däniken titulada Is there a stargate? ("¿Existe un portal a las estrellas?").
La película de 2008 Indiana Jones y el reino de la calavera de cristal (Indiana Jones and the Kingdom of the Crystal Skull) también hace uso del tema de los supuestos astronautas antiguos que habrían aterrizado en América del Sur e interactuando con los seres humanos o las tribus de la época, y además menciona las líneas de Nazca del Perú.
También, en la película La cosa de John Carpenter, el personaje de Palmer (interpretado por David Clennon) dice ―mientras discutían sobre la criatura epónima―: «Carros de los dioses, hombre […] les enseñaron a los incas todo lo que ellos saben».
Uno de los episodios iniciales de Mystery Science Theater 3000 mostró a sus protagonistas Crow y Joel discutiendo acerca del libro de Erich von Däniken.
El primer número de la revista Marvel Preview, titulada Man gods from beyond the stars (‘Hombres dioses desde más allá de las estrellas’) y publicada por la conocida editorial estadounidense de historietas Marvel Comics, fue un tributo a Von Däniken. Por su parte, la serie de Jack Kirby Eternals también editada por Marvel Comics, fue influida por su obra.